# Solar Opposites
Solar Opposites ist eine US-amerikanische animinierte Science-Fiction-Sitcom von Justin Roiland und Mike McMahan. Die Serie wurde ursprünglich für den Sender Fox produziert, der das Projekt allerdings einstellte; es wurde anschließend vom Streaminganbieter Hulu aufgekauft.

## Inhalt
Solar Opposites handelt von Terry, Korvo, Jesse und Yumyulack, einer Familie aus dem All, die auf der Erde abstürzt und im Nordwesten der USA ein neues Zuhause findet. Ob das gut oder schlecht ist, bleibt unter ihnen eine Streitfrage. Ihr hochentwickelter Heimatplanet Shlorp hatte kurz vor seiner Zerstörung Raumschiffe zur Kolonisierung neuer Planeten ausgesendet.

## Produktion, Veröffentlichung
Am 28. August 2018 gab Hulu bekannt, eine Serie mit zwei Staffeln und insgesamt 16 Episoden in Auftrag gegeben zu haben, die von den Rick-and-Morty-Machern Justin Roiland und Mike McMahan produziert werden soll. Alle 8 Folgen der ersten Staffel wurden erstmals am 8. Mai 2020 in englischer Sprache auf Hulu veröffentlicht. Am 26. März 2021 wurden die 8 Folgen der zweiten Staffel auf Hulu veröffentlicht. Im Juni 2020 wurde die Serie um eine dritte Staffel mit zwölf Folgen verlängert. Im Juni 2021 wurde die Serie um eine vierte Staffel mit 12 Folgen verlängert. Am 6. Oktober 2022 hatte Hulu eine fünfte Staffel angekündigt. Am 26. Juli 2024 wurde bekanntgegeben, dass es eine sechste Staffel geben wird. Im März 2025 wurde bekanntgegeben, dass die Serie mit der sechsten Staffel enden wird.

## Synchronisation
Für die deutschsprachige Synchronisation ist die Synchronfirma Iyuno Germany verantwortlich. Die Dialogbücher schrieben Julia Kantner (Staffel 1) und Tom Sander (Staffel 2). Die Dialogregie übernahmen Benjamin Wolfgarten (Staffel 1) und Peggy Sander (Staffel 2).

## Episodenliste

### Staffel 1
| Nr. (ges.) | Nr. (St.) | Deutscher Titel                     | Originaltitel                | Erstveröffentlichung USA | Deutschsprachige Erstveröffentlichung (D/A/CH) | Regie      | Drehbuch                       |
| --- | --------- | ----------------------------------- | ---------------------------- | ------------------------ | ---------------------------------------------- | ---------- | ------------------------------ |
| 1 | 1         | Die Materie-Übertragung             | The Matter Transfer Array    | 8. Mai 2020              | 23. Feb. 2021                                  | Kim Arndt  | Mike McMahan & Justin Roiland  |
| Korvo und Terry verwenden ein Gerät zur Materieübertragung um eine Figur aus einer Fernsehserie zum Leben zu erwecken. Diese verwandelt sich in ein Monster, das die Stadt zerstört, bis Korvo und Terry es schrumpfen. Yumyulack und Jesse schrumpfen ihre Mitschülerin und unterziehen ihr eine Gehirnwäsche mit Cola. Der Hausmeister kommt dahinter und wird auch geschrumpft und ihrer Wand, ein Terrarium für geschrumpfte Erwachsene, hinzugefügt.                   |           |                                     |                              |                          |                                                |            |                                |
| 2 | 2         | Das instabile graue Loch            | The Unstable Grey Hole       | 8. Mai 2020              | 23. Feb. 2021                                  | Bob Suarez | Mike McMahan                   |
| Korvo und Jerry sind unbeliebt bei den Nachbarn. Sie geben Nanoroboter ins Wasser um die Gedanken der Stadt zu lesen und somit ihre Popularität zu steigern. Jesse versucht Yumyulack dazu zu bringen weniger Menschen zu schrumpfen. |           |                                     |                              |                          |                                                |            |                                |
| 3 | 3         | Der Quanten-Ring                    | The Quantum Ring             | 8. Mai 2020              | 26. Feb. 2021                                  | Lucas Gray | Matt McKenna                   |
| Korvo ist unpopulär bei seiner Familie und versucht diese durch Zaubertricks zu beeindrucken. Zum Schluss täuscht er seinen eigenen Tod vor und erlangt somit die Aufmerksamkeit seiner Familie. Währenddessen geht es drunter und drüber bei den geschrumpften Erwachsenen in der Wand. |           |                                     |                              |                          |                                                |            |                                |
| 4 | 4         | Der Bremskraftverstärker            | The Booster Manifold         | 8. Mai 2020              | 5. März 2021                                   | Andy Thom  | Josh Bycel                     |
| Korvo würgt einen roten Gobbler hoch. Gobbler springen normalerweise aus dem Kopf bei zu viel Stress, aber jeder 100.000 Gobbler ist ein Roter der versucht den Wirt zu töten. Jesse und Yumyulack kommen in die Pubertät und eine Blume wächst ihnen aus dem Kopf. Die Pollen der Blumen beeinflussen das Verhalten von den Menschen um sie herum und bringt diese dazu sie zu mögen. Jedoch vermischen sich die Pollen in der Luft und die Menschen werden zu Berserkern. |           |                                     |                              |                          |                                                |            |                                |
| 5 | 5         | Der Lava-Reaktor                    | The Lavatic Reactor          | 8. Mai 2020              | 12. März 2021                                  | Bob Suarez | Sean O’Connor                  |
| Korvo und Terry hüllen die Stadt in Eislava. Yumyulack und Jesse werden gemaßregelt, weil sie zu oft zu spät gekommen sind. Deshalb kommen sie pünktlich, kennen jedoch nicht das Konzept von Sommerferien und sind somit die einzigen Schüler in der Schule. |           |                                     |                              |                          |                                                |            |                                |
| 6 | 6         | Das P.A.T.R.I.C.I.A.-Gerät          | The P.A.T.R.I.C.I.A. Device  | 8. Mai 2020              | 19. März 2021                                  | Kim Arndt  | Danielle Uhlarik               |
| Jesse versucht verzweifelt einen Fall zu finden, bei dem sie wegen ihres Geschlechts diskriminiert wird. Yumyulack, Korvo und Terry bauen eine Männerhöhle mit einem weiblichen Roboter der aus dem Ruder läuft. |           |                                     |                              |                          |                                                |            |                                |
| 7 | 7         | Terry und Korvo stehlen einen Bären | Terry and Korvo Steal A Bear | 8. Mai 2020              | 26. März 2021                                  | Andy Thom  | Dominic Dierkes                |
| In der Wand kämpfen die geschrumpften Erwachsenen für Gleichberechtigung. |           |                                     |                              |                          |                                                |            |                                |
| 8 | 8         | Der „Schritt-zurück-Verfolger“      | Retrace-Your-Step-Alizer     | 8. Mai 2020              | 2. Apr. 2021                                   | Lucas Gray | Joe Saunders & Ariel Ladensohn |
| Die ganze Familie befinden sich in einer Simulation der realen Welt. Terry und Korvo versuchen, Korvos Geldbeutel in das Raumschiff zu verfrachten, zu einer Zeit bevor sie ihren Heimatplaneten verlassen haben, denn dort befinden sich wichtige Dokumente über das Lebewesen das sie großziehen sollen. Yumyulack versucht ein besserer Bruder zu sein. |           |                                     |                              |                          |                                                |            |                                |

### Staffel 2
| Nr. (ges.) | Nr. (St.) | Deutscher Titel                                            | Originaltitel                                      | Erstveröffentlichung USA | Deutschsprachige Erstveröffentlichung (D/A/CH) | Regie         | Drehbuch                    |
| --- | --------- | ---------------------------------------------------------- | -------------------------------------------------- | ------------------------ | ---------------------------------------------- | ------------- | --------------------------- |
| 9 | 1         | Die heilige, sich nicht wiederholende Zahl                 | The Sacred Non-repeating Number                    | 26. März 2021            | 9. Apr. 2021                                   | Lucas Gray    | Mike McMahan                |
| Die Familie versucht den Planeten zu verlassen, jedoch hat Terry das Schiff zu schwer beladen und es stürzt wieder ab und muss repariert werden. Dabei finden sie heraus, dass es eine weitere Familie ihrer Art auf dem Planeten gibt. Diese versuchen den Pupa zu stehlen, werden aber von Korvo ausgetrickst und ziehen stattdessen einen Hund groß. |           |                                                            |                                                    |                          |                                                |               |                             |
| 10 | 2         | Der Erdauslöscher                                          | The Earth Eraser                                   | 26. März 2021            | 16. Apr. 2021                                  | Kim Arndt     | Danielle Uhlarik            |
| Korvo wird nie zu Partys eingeladen und deshalb versucht er diese zu verhindern. Dabei verwandelt er aus Versehen Menschen in Wein. |           |                                                            |                                                    |                          |                                                |               |                             |
| 11 | 3         | Das „Haus am See“-Gerät                                    | The Lake House Device                              | 26. März 2021            | 23. Apr. 2021                                  | Bob Suarez    | Josh Bycel                  |
| Korvo versucht Terry zu verbessern, indem er ihm Nachrichten in die Vergangenheit schickt. Dieser verwandelt sich nach und nach in einen Mörder. Yumyulack vergrößert sein Gemächt um Big Dick Energy zu haben. |           |                                                            |                                                    |                          |                                                |               |                             |
| 12 | 4         | Der Notfall-Urbanisierer                                   | The Emergency Urbanizer                            | 26. März 2021            | 30. Apr. 2021                                  | Annisa Adjani | Daniel Libman & Matt Libman |
| Es ist Sommerferien und Korvo will seine Kinder umbringen, da er sie nicht einen ganzen Sommer ertragen kann. Er entscheidet sich um und sendet sie ins Sommercamp, jedoch geht die ganze Familie in der Wildnis verloren. Mit einem Emergency Urbanizor verwandelt sie einen Teil des Waldes in eine Großstadt. Dort müssen sie sich zurechtfinden.    |           |                                                            |                                                    |                          |                                                |               |                             |
| 13 | 5         | Der Rattenscharf-Aufreizende-Traumfrau-Strahler            | The Rad Awesome Terrific Ray                       | 26. März 2021            | 7. Mai 2021                                    | Lucas Gray    | Garrick Bernard             |
| Yumyulack und Jesse verwenden ein Gerät um schneller zu laufen – und das ganze läuft aus dem Ruder. Terry passt auf die Verlobte von dem roten Gobbler auf, verwandelt diese aber aus Versehen in eine Ratte. Als Alternative verwandelt er mehrere Ratten in hübsche Frauen um.                                                                        |           |                                                            |                                                    |                          |                                                |               |                             |
| 14 | 6         | Der Apple Pencil Pro                                       | The Apple Pencil Pro                               | 26. März 2021            | 14. Mai 2021                                   | Kim Arnt      | Ariel Ladensohn             |
| Für ihre ganzen Straftaten wird die Familie ins Gefängnis gesteckt und mit roten Feuerameisen gefoltert. |           |                                                            |                                                    |                          |                                                |               |                             |
| 15 | 7         | Das unwahrscheinliche Ende von Terrys Lieblingsschnapsglas | The Unlikely Demise of Terry's Favorite Shot Glass | 26. März 2021            | 21. Mai 2021                                   | Bob Suarez    | Joe Saunders                |
| Eine Frau schafft es der Wand zu entkommen und muss in der Welt als geschrumpfte Person zurechtkommen. |           |                                                            |                                                    |                          |                                                |               |                             |
| 16 | 8         | Die Solar Opposites kriegen fast eine Xbox                 | The Solar Opposites Almost Get An Xbox             | 26. März 2021            | 28. Mai 2021                                   | Annisa Adjani | Josh Bycel & Jen McCartney  |
| Pupa sendet Stoffe aus welche die Familie umbringen wird. Deshalb versuchen sie das Beste aus ihrer Restzeit zu machen und ihre Träume zu erfüllen. Es endet damit, dass sie sich alle gegenseitig umbringen. Jedoch ist der Tod nicht das Ende, sie verwandeln sich in Bäume und aus ihnen wachsen sie wieder raus.                                    |           |                                                            |                                                    |                          |                                                |               |                             |
| 17 | 9         | Das Solar Opposites Weihnachts-Special                     | A Very Solar Holiday Opposites Special             | 22. Nov. 2021            | 22. Nov. 2021                                  | Lucas Gray    | Mike McMahan                |

### Staffel 3
| Nr. (ges.) | Nr. (St.) | Deutscher Titel                                                              | Originaltitel                                                             | Erstveröffentlichung USA | Deutschsprachige Erstveröffentlichung (D/A/CH) | Regie             | Drehbuch                 |
| ---------- | --------- | ---------------------------------------------------------------------------- | ------------------------------------------------------------------------- | ------------------------ | ---------------------------------------------- | ----------------- | ------------------------ |
| 18         | 1         | Der Extremitäten-Triangulator                                                | The Extremity Triangulator                                                | 13. Juli 2022            | 13. Juli 2022                                  | Lucas Gray        | Dominic Dierkes          |
| 19         | 2         | Die Edamame-Sporttasche                                                      | Edamame Duffle Bag                                                        | 13. Juli 2022            | 13. Juli 2022                                  | Teddy O'Connor    | Danielle Uhlarik         |
| 20         | 3         | Der große Tag des Pupa                                                       | The Pupa’s Big Day                                                        | 13. Juli 2022            | 13. Juli 2022                                  | Kim Arndt         | Jen McCartney            |
| 21         | 4         | Hululand                                                                     | Hululand                                                                  | 13. Juli 2022            | 20. Juli 2022                                  | Bob Suarez        | Joe Saunders             |
| 22         | 5         | Der Gargoyle-Strahl                                                          | The Gargoyle Ray                                                          | 13. Juli 2022            | 17. Aug. 2022                                  | Lucas Gray        | Josh Bycel               |
| 23         | 6         | 99 Schiffe                                                                   | 99 Ships                                                                  | 13. Juli 2022            | 19. Aug. 2022                                  | Teddy O'Connor    | Mike McMahan             |
| 24         | 7         | Die Platinum-Beyblade-Burst-800-Takara-Tomy-Edition                          | The Platinum Beyblade Burst 800 Takara Tomy Edition                       | 13. Juli 2022            | 10. Aug. 2022                                  | Kim Arndt         | Grace Parra              |
| 25         | 8         | Der kubische Gitterkristallisator                                            | The Cubic Lattice Crystallizer                                            | 13. Juli 2022            | 17. Aug. 2022                                  | Bob Suarez        | Dominic Dierkes          |
| 26         | 9         | Strahler, die Menschen in alles Mögliche verwandeln                          | The Rays That Turn People Into Various Things                             | 13. Juli 2022            | 24. Aug. 2022                                  | Marisa Livingston | Danielle Uhlarik         |
| 27         | 10        | Terry und Korvo geraten auf dem Taco-Bell-Parkplatz in einen Schreiwettkampf | Terry and Korvo Get in a Big Screaming Fight in the Taco Bell Parking Lot | 13. Juli 2022            | 4. Nov. 2022                                   | Teddy O'Connor    | Garrick Bernard          |
| 28         | 11        | Der Nebel des Pupa                                                           | The Fog of Pupa                                                           | 13. Juli 2022            | 10. Nov. 2022                                  | Kim Arndt         | Josh Bycel & Vidhya Iyer |
| 29         | 12        | Ein finsteres, gruseliges Halloween-Opposites-Solar-Special                  | A Sinister Halloween Scary Opposites Solar Special                        | 3. Okt. 2022             | 3. Nov. 2022                                   | Bob Suarez        | May Darmon               |

### Staffel 4
| Nr. (ges.) | Nr. (St.) | Deutscher Titel                                                    | Originaltitel                                                          | Erstveröffentlichung USA | Deutschsprachige Erstveröffentlichung (D/A/CH) | Regie             | Drehbuch         |
| ---------- | --------- | ------------------------------------------------------------------ | ---------------------------------------------------------------------- | ------------------------ | ---------------------------------------------- | ----------------- | ---------------- |
| 30         | 1         | Die Tischtennisplatte                                              | The Ping Pong Table                                                    | 14. Aug. 2023            | 1. Nov. 2023                                   | Kim Arndt         | Dominic Dierkes  |
| 31         | 2         | Der Erdrechen (beta)                                               | The Earth Rake                                                         | 14. Aug. 2023            | 1. Nov. 2023                                   | Bob Suarez        | Danielle Uhlarik |
| 32         | 3         | Der mobile AISHA-Emitter                                           | The Mobile Aisha Emitter                                               | 14. Aug. 2023            | 1. Nov. 2023                                   | Marisa Livingston | Josh Bycel       |
| 33         | 4         | Die Aussprachekassetten                                            | The Pronunciation Cassette Tapes                                       | 14. Aug. 2023            | 1. Nov. 2023                                   | Teddy O'Connor    | Joe Saunders     |
| 34         | 5         | Das Burztagsgeschenk                                               | The Birth-A-Day Present                                                | 14. Aug. 2023            | 1. Nov. 2023                                   | Bob Suarez        | Dominic Dierkes  |
| 35         | 6         | Der Stockiverse-Strahl                                             | The Stockiverse Ray                                                    | 14. Aug. 2023            | 1. Nov. 2023                                   | Annisa Adjani     | Jen McCartney    |
| 36         | 7         | Der tote Kartonbriefkasten                                         | The Cardboard Dead Drop                                                | 14. Aug. 2023            | 1. Nov. 2023                                   | Marisa Livingston | Grace Parra      |
| 37         | 8         | Die Super-Goobler                                                  | The Super Gooblers                                                     | 14. Aug. 2023            | 1. Nov. 2023                                   | Teddy O'Connor    | Vidhya Iyer      |
| 38         | 9         | Erledigt auf dem Planeten X-Non                                    | Down and Out on Planet X-Non                                           | 14. Aug. 2023            | 1. Nov. 2023                                   | Annisa Adjani     | Mike McMahan     |
| 39         | 10        | Die Wiedersichtbarkeits-Bouillabaisse                              | The Re-Visibility Bouillabaisse                                        | 14. Aug. 2023            | 1. Nov. 2023                                   | Bob Suarez        | May Darmon       |
| 40         | 11        | Die unerwünschte Personifizierung von Terry                        | The Unwanted Personification of Terry                                  | 14. Aug. 2023            | 1. Nov. 2023                                   | Marisa Livingston | Joe Saunders     |
| 41         | 12        | Ein weltbewegend romantisches Solar-Opposites-Valentinstag-Special | An Earth Shatteringly Romantic Solar Valentine's Day Opposites Special | 5. Feb. 2024             | 5. Feb. 2024                                   | Teddy O'Connor    | Scott Gallopo    |

### Staffel 5
| Nr. (ges.) | Nr. (St.) | Deutscher Titel                          | Originaltitel                                                            | Erstveröffentlichung USA | Deutschsprachige Erstveröffentlichung (D/A/CH) | Regie             | Drehbuch                                 |
| --- | --------- | ---------------------------------------- | ------------------------------------------------------------------------ | ------------------------ | ---------------------------------------------- | ----------------- | ---------------------------------------- |
| 42 | 1         | Willkommen auf Clervix 3                 | The Clervixian Dinner Helmets                                            | 12. Aug. 2024            | 11. Sep. 2024                                  | Teddy O'Connor    | Joe Saunders                             |
| Die Solars versuchen, eine dauerhafte Aufenthaltsgenehmigung auf ihrem neuen Heimatplaneten Clervix 3 zu erhalten. |           |                                          |                                                                          |                          |                                                |                   |                                          |
| 43 | 2         | Die niemals endenden Flitterwochen       | The Never-ending Honeymoon Story                                         | 12. Aug. 2024            | 11. Sep. 2024                                  | Annisa Adjani     | Danielle Uhlarik                         |
| Korvo und Terry feiern ihre Flitterwochen.                                                                         |           |                                          |                                                                          |                          |                                                |                   |                                          |
| 44 | 3         | Die Leben-Sterben-Wiederholen-Maschine   | Live Die Repeat Device (Formerly known as the Edge of Tomorrow Device)   | 12. Aug. 2024            | 11. Sep. 2024                                  | Daniel Cole       | Dominic Dierkes                          |
| Korvo nutzt ein Gerät, um denselben Tag immer wieder zu erleben, um einen Mitarbeiter im Baumarkt zu beeindrucken. |           |                                          |                                                                          |                          |                                                |                   |                                          |
| 45 | 4         | Ist das ’ne Kamera?                      | The Educational Sprinkler Device                                         | 12. Aug. 2024            | 11. Sep. 2024                                  | Marisa Livingston | Grace Parra                              |
| Terry und Korvo eröffnen eine Privatschule.                                                                        |           |                                          |                                                                          |                          |                                                |                   |                                          |
| 46 | 5         | Insel der Exfreunde                      | Ex-Boyfriend Island                                                      | 12. Aug. 2024            | 11. Sep. 2024                                  | Teddy O'Connor    | Jenny McCarthy                           |
| Jesses Ex-Freunde kehren zurück, um die Solars zu plagen.                                                          |           |                                          |                                                                          |                          |                                                |                   |                                          |
| 47 | 6         | Fallen lassen!                           | The Sci-Fi Rollerblades                                                  | 12. Aug. 2024            | 11. Sep. 2024                                  | Annisa Adjani     | May Dorman                               |
| Korvo gerät mit dem Vater eines Schulbullys von Jesse und Yumyulack aneinander.                                    |           |                                          |                                                                          |                          |                                                |                   |                                          |
| 48 | 7         | Keine Macht den Drogen                   | The Solar Opposites Do an Intervention                                   | 12. Aug. 2024            | 11. Sep. 2024                                  | Daniel Cole       | Scott Gallopo                            |
| Die Gruppe kommt zusammen, um einem ihrer prominenten Freunde die Wahrheit zu sagen.                               |           |                                          |                                                                          |                          |                                                |                   |                                          |
| 49 | 8         | Was wäre wenn?                           | The What If?! Device                                                     | 12. Aug. 2024            | 11. Sep. 2024                                  | Marisa Livingston | Dash Turner                              |
| Die Solars experimentieren mit einem Gerät, das alternative Realitäten basierend auf ihren Entscheidungen zeigt.   |           |                                          |                                                                          |                          |                                                |                   |                                          |
| 50 | 9         | Krieg auf Zab9                           | The Battle of Zab 9                                                      | 12. Aug. 2024            | 11. Sep. 2024                                  | Teddy O'Connor    | Aliki Theofilopoulos und Brian LoSchiavo |
| Die Silvercops ziehen in den Krieg.                                                                                |           |                                          |                                                                          |                          |                                                |                   |                                          |
| 51 | 10        | Terrys großer Putztag                    | Terry's Big Cleaning Day                                                 | 12. Aug. 2024            | 11. Sep. 2024                                  | Annisa Adjani     | Dominic Dierkes                          |
| Für die von Yumyulack geschrumpften Menschen im Hinterhof steht ein Abenteuer im Garten bevor!                     |           |                                          |                                                                          |                          |                                                |                   |                                          |
| 52 | 11        | Der riesige Yumyulack-Kopf               | Yumyulack's Giant Head                                                   | 12. Aug. 2024            | 11. Sep. 2024                                  | Daniel Cole       | Josh Bycel und Jessica Dollin            |
| Yumyulack erfährt unangenehme Neuigkeiten über seine Rolle in der Mission.                                         |           |                                          |                                                                          |                          |                                                |                   |                                          |
| 53 | 12        | Ein weiteres finsteres Halloween-Special | The Solar Opposites Halloween Special Part 2: The Hunt for Brown October | 7. Okt. 2024             | 7. Okt. 2024                                   | Marisa Livingston | Sean O'Connor                            |
| Die Solars präsentieren ein weiteres Halloween-Special.                                                            |           |                                          |                                                                          |                          |                                                |                   |                                          |

## Rezeption
Solar Opposites wurde kurze Zeit nach der Veröffentlichung zur meistgesehenen Serie auf Hulu. Die Serie wurde überwiegend positiv mit einem Score von 7,91 von 10 Punkten auf Rotten Tomatoes und einem Score von 71 von 100 auf Metacritic bewertet. Alex McLevy von The A.V. Club sieht die Serie als eine Mischung aus Rick and Morty und der Sitcom Hinterm Mond gleich links. Im Gegensatz zu Rick and Morty ist die Serie nach Daniel Kurland von Bubbleblabber verrückter und enthält mehr Gewalt. Dieser Meinung schließt sich Christoph Peterson von Filmstarts an, sagt aber auch, dass man den Rick‐and‐Morty-Humor in der Serie erkenne.